# Fort Vengeance
Fort Vengeance (também conhecido como Royal Mounted Police) é um filme de faroeste estadunidense dirigido por Lesley Selander e estrelado por James Craig, Rita Moreno e Keith Larsen. Foi lançado em 26 de março de 1953 pela Monogram Pictures.

## Elenco
- James Craig como Dick Ross
- Rita Moreno como Bridget Fitzgibbon
- Keith Larsen como Carey Ross
- Reginald Denny como Inspetor Trevett
- Charles Irwin como Sargento Saxon
- Morris Ankrum como Chefe Blackfoot
- Guy Kingsford como Sargento Major MacRea
- Michael Granger como Sitting Bull
- Patrick Whyte como Sargento Major Harmington
- Paul Marion como Eagle Heart
- Emory Parnell como Patrick Fitzgibbon